# لونجانو
لونجانو (به ایتالیایی: Longano) یک کومونه در ایتالیا است که در استان ایسرنیا واقع شده‌است.

## خصوصیات
لونجانو ۲۷٫۱ کیلومترمربع مساحت و ۷۲۰ نفر جمعیت دارد.